# Pilumninae
De Pilumninae zijn een soortenrijke onderfamilie van krabben (Brachyura) uit de familie Pilumnidae.

## Geslachten
De Pilumninae omvatten de volgende geslachten:
- Actumnus Dana, 1851
- Aniptumnus Ng, 2002
- Bathypilumnus Ng & L. W. H. Tan, 1984
- Benthopanope Davie, 1989
- Cryptopilumnus Hsueh, Huang & Ng, 2009
- Danielum Vázquez-Bader & Gracia, 1995
- Eurycarcinus A. Milne-Edwards, 1867
- Glabropilumnus Balss, 1932
- Gorgonariana Galil & Takeda, 1988
- Heteropanope Stimpson, 1858
- Heteropilumnus De Man, 1895
- Latopilumnus Türkay & Schuhmacher, 1985
- Lentilumnus Galil & Takeda, 1988
- Lobopilumnus A. Milne-Edwards, 1880
- Lophopilumnus Miers, 1886
- Nanopilumnus Takeda, 1974
- Neoactumnus T. Sakai, 1965
- Parapleurophrycoides Nobili, 1906
- Pilumnopeus A. Milne-Edwards, 1867
- Pilumnus Leach, 1816
- Priapipilumnus Davie, 1989
- Pseudactumnus Balss, 1933
- Serenepilumnus Türkay & Schuhmacher, 1985
- Serenolumnus Galil & Takeda, 1988
- Takedana Davie, 1989
- Viaderiana Ward, 1942
- Xestopilumnus Ng & Dai, 1997
- Xlumnus Galil & Takeda, 1988

### Uitgestorven
- Budapanopeus  †  Müller & Collins, 1991
- Eohalimede  †  Blow & Manning, 1996
- Eopilumnus  †  Beschin, Busulini, De Angeli & Tessier, 2002
- Eumorphactaea  †  Bittner, 1875
- Galenopsis  †  A. Milne-Edwards, 1865
- Lobogalenopsis  †  Müller & Collins, 1991